# Sistema de Recirculação Aquícola
Os Sistemas de Recirculação Aquícolas ( RAS ) são usados em aquários domésticos e em escala comercial para produção de peixes onde a troca de água é limitada e o uso da biofiltragem é necessário para reduzir a toxicidade da amônia.  Outros tipos de filtragem e controle ambiental muitas vezes também são necessários para manter a água limpa e fornecer um habitat adequado para os peixes.  O principal benefício do RAS é a capacidade de reduzir a necessidade de água fresca e limpa, mantendo um ambiente saudável para os peixes. Para ser operado economicamente o RAS comercial deve ter altas densidades de estocagem de peixes, e muitos pesquisadores estão atualmente realizando estudos para determinar se o RAS é uma forma viável de aquicultura intensiva.

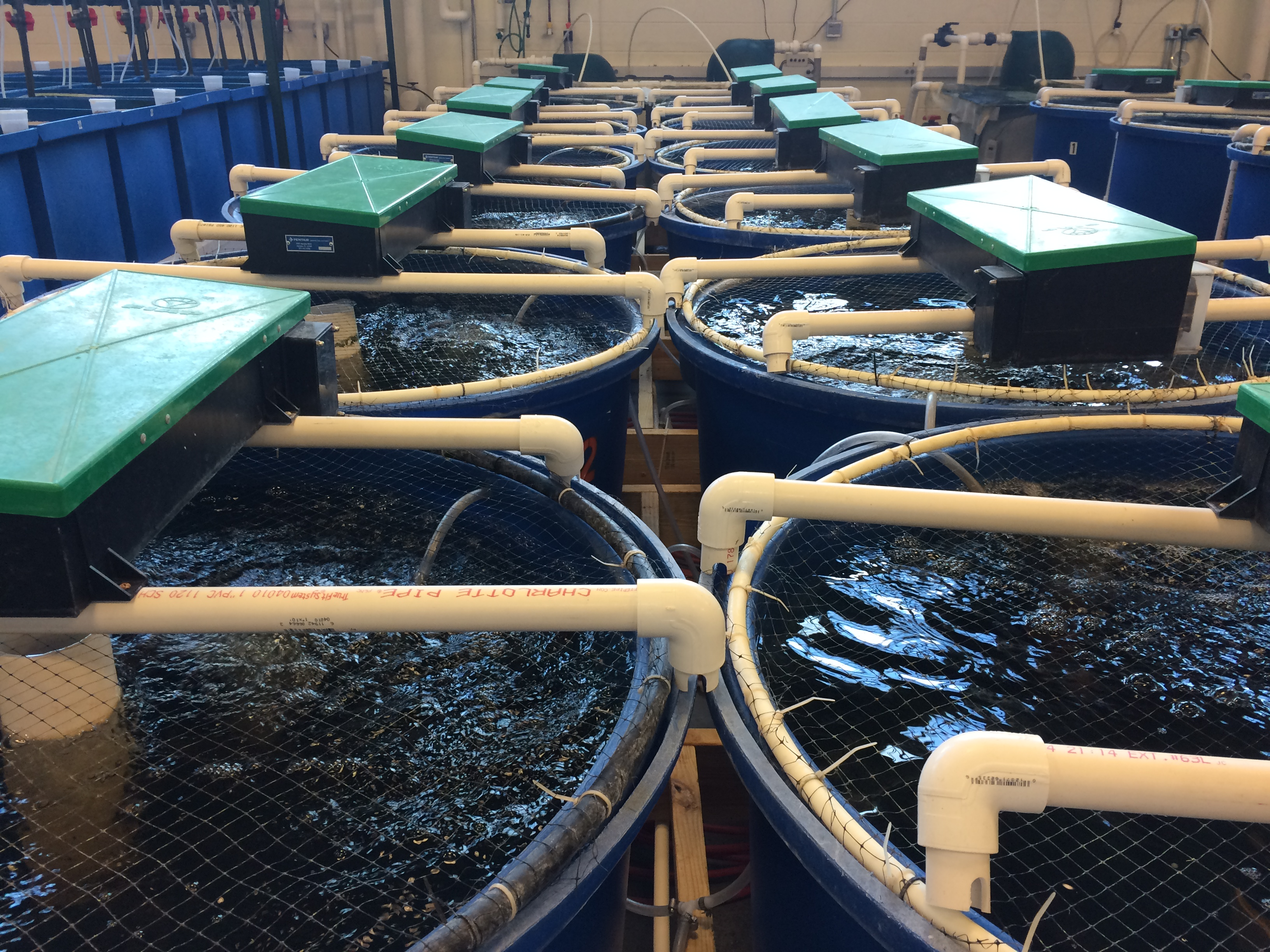
Recirculating aquaculture systems at the Virginia Tech Department of Food Science and Technology

## Processo de tratamento de água do sistema RAS

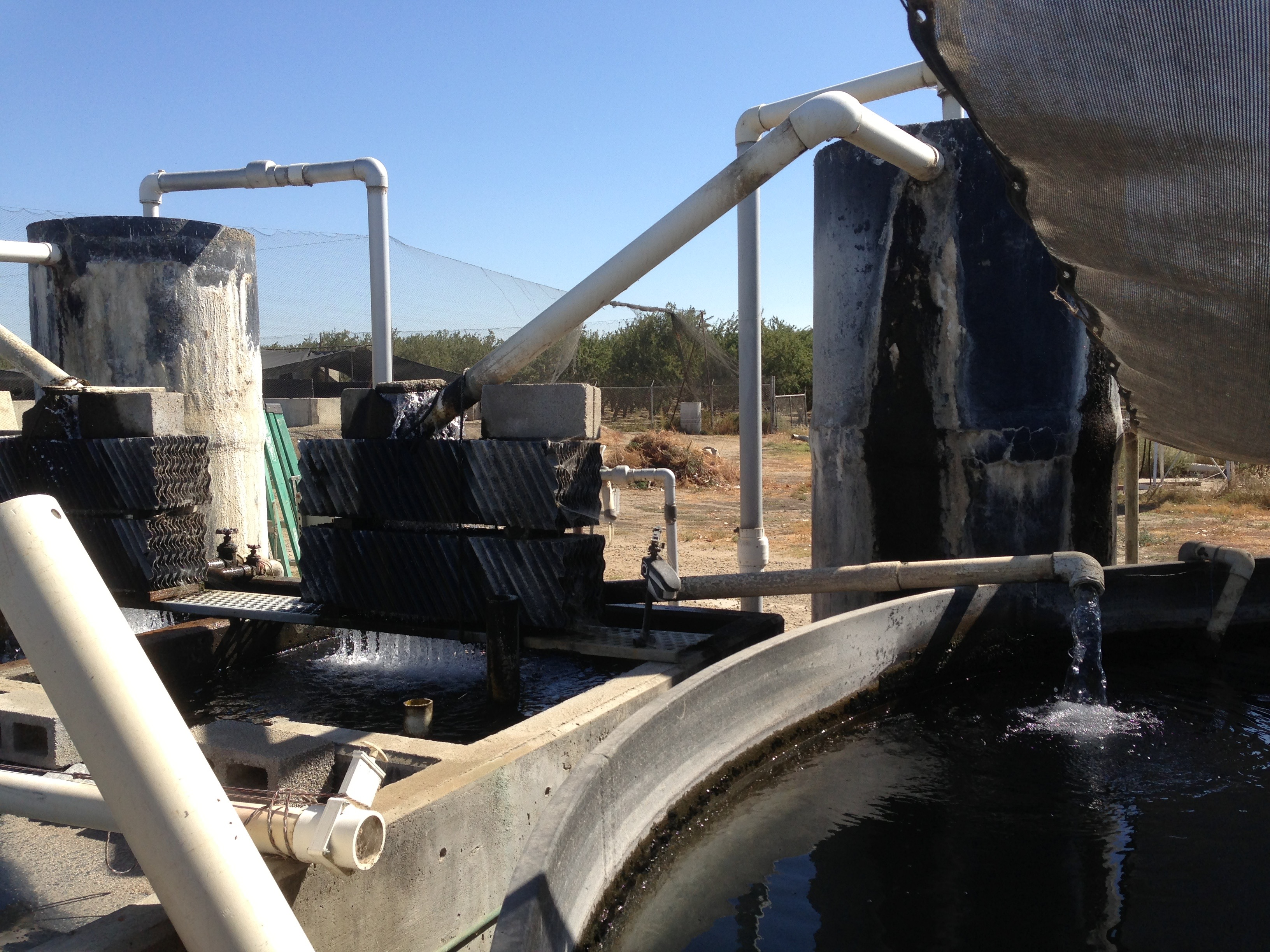
Biofiltro e desgaseificador ao ar livre em uma fazenda de aquicultura

Uma série de processos de tratamento é utilizada para manter a qualidade da água em operações de piscicultura intensiva. Essas etapas geralmente são feitas em ordem ou às vezes em conjunto. Depois da água sair do local de criação dos peixes como os tanques de criação, a água é primeiro tratada para retirada dos sólidos antes de entrar em um biofiltro para conversão da amônia em nitrato, e em seguida oxigenação e em alguns casos esterilização e/ou aquecimento. Cada um desses processos pode ser concluído usando uma variedade de métodos e equipamentos diferentes, mas, independentemente disso, todos devem ocorrer para garantir um ambiente saudável que maximize o crescimento e a saúde dos peixes.

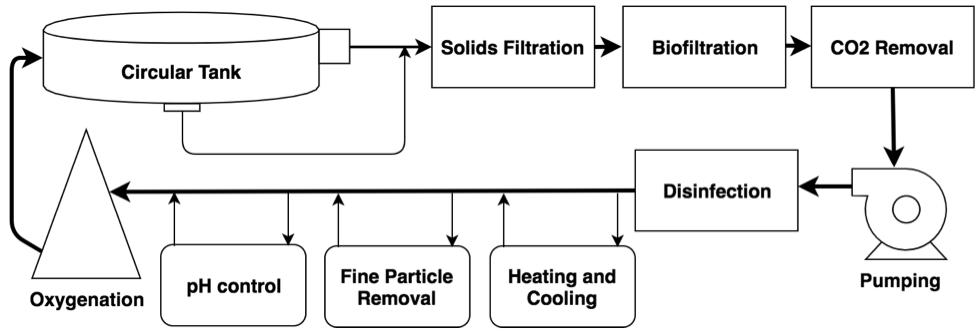
Processos de tratamento de água necessários em um sistema de recirculação de aquicultura.

### Biofiltragem
Ver artigo principal: Biofiltragem
Todos os RAS dependem da biofiltragem para converter amônia (NH4+ e NH3 ) excretada pelos peixes em nitrato.   A amônia é um produto residual do metabolismo dos peixes e em altas concentrações (> 0,02 mg/L) são tóxicas para a maioria dos peixes.  Bactérias nitrificantes são quimioautotróficos que convertem amônia em nitrito e depois em nitrato. Um biofiltro fornece um substrato para a comunidade bacteriana, o que resulta no crescimento de um biofilme espesso dentro do filtro.  A água é bombeada através do filtro e a amônia é utilizada pelas bactérias para obter energia. O nitrato é menos tóxico que a amônia (>100 mg/L), e pode ser removido por um biofiltro desnitrificante ou por reposição de água. Condições ambientais estáveis e manutenção regular são necessárias para garantir que o biofiltro esteja operando com eficiência.

### Remoção de sólidos
Além de tratar os resíduos líquidos excretados pelos peixes, os resíduos sólidos também devem ser tratados, isso é feito concentrando e liberando os sólidos para fora do sistema.  A remoção de sólidos reduz o crescimento de bactérias, a demanda de oxigênio e a proliferação de doenças . O método mais simples para remoção de sólidos é a criação de sistemas de decantação onde a velocidade relativa da água é lenta e as partículas podem se depositar no fundo do tanque, onde são lavadas ou aspiradas manualmente usando um sifão. No entanto, esse método não é viável para operações de RAS em que uma área de cobertura pequena é desejada. A remoção típica de sólidos RAS envolve um filtro de areia ou filtro de partículas onde os sólidos ficam alojados e podem ser periodicamente lavados para fora do filtro.  Outro método comum é o uso de um filtro de tambor mecânico onde a água passa por uma tela de tambor rotativo que é periodicamente limpa por bicos de pulverização pressurizados, e a polpa resultante é tratada ou enviada pelo ralo. Para remover partículas extremamente finas ou sólidos coloidais um fracionador de proteínas pode ser usado com ou sem adição de ozônio (O3 ).

### Oxigenação
A reoxigenação da água do sistema é parte crucial para a obtenção de altas densidades de produção. Os peixes precisam de oxigênio para metabolizar os alimentos e crescer, assim como as comunidades de bactérias no biofiltro. Os níveis de oxigênio dissolvido podem ser aumentados através de dois métodos, aeração e oxigenação . Na aeração, o ar é bombeado através de uma pedra de ar ou dispositivo similar que cria pequenas bolhas na coluna de água, resultando em uma área de superfície alta onde o oxigênio pode se dissolver na água. Em geral, devido às baixas taxas de dissolução do gás e à alta pressão do ar necessária para criar pequenas bolhas, esse método é considerado ineficiente e a água é oxigenada pelo bombeamento de oxigênio puro. Vários métodos são usados para garantir que durante a oxigenação todo o oxigênio se dissolva na coluna de água. O cálculo cuidadoso e a consideração devem ser dados à demanda de oxigênio de um determinado sistema, e essa demanda deve ser atendida com equipamento de oxigenação ou aeração. 

### Controle de pH
Em todos os RAS o pH deve ser cuidadosamente monitorado e controlado. A primeira etapa de nitrificação no biofiltro consome a alcalinidade e reduz o pH do sistema.  Manter o pH em uma faixa adequada (5,0-9,0 para sistemas de água doce) é crucial para manter a saúde dos peixes e do biofiltro. O pH é tipicamente controlado pela adição de alcalinidade na forma de cal (CaCO3 ) ou hidróxido de sódio (NaOH). Um pH baixo levará a altos níveis de dióxido de carbono dissolvido (CO2 ), que pode ser tóxico para os peixes.  O pH também pode ser controlado pela desgaseificação do CO2 em uma coluna empacotada ou com um aerador, isso é necessário em sistemas intensivos, especialmente onde a oxigenação em vez de aeração é usada em tanques para manter os níveis de O2. 

### Controle de temperatura
Todas as espécies de peixes têm uma temperatura preferida acima e abaixo da qual esse peixe sofrerá efeitos negativos para a saúde e, eventualmente, a morte. Espécies de água quente, como Tilápia e Barramundi , preferem água a 24°C ou mais quente, enquanto espécies de água fria, como truta e salmão , preferem a temperatura da água abaixo de 16°C. A temperatura também desempenha um papel importante nas concentrações de oxigênio dissolvido (OD), com temperaturas mais altas da água tendo valores mais baixos de saturação de OD. A temperatura é controlada através do uso de aquecedores submersos, bombas de calor , chillers e trocadores de calor.  Todos os quatro podem ser usados para manter um sistema operando na temperatura ideal para maximizar a produção de peixes.

### Biossegurança
Surtos de doenças ocorrem mais facilmente quando se lida com as altas densidades de estocagem de peixes normalmente empregadas em RAS intensivas. Os surtos podem ser reduzidos operando vários sistemas independentes com o mesmo prédio e isolando o contato água a água entre os sistemas, limpando o equipamento e o pessoal que se move entre os sistemas.  Além disso, o uso de um sistema de tratamento de água por ultravioleta (UV) ou ozônio reduz o número de vírus e bactérias flutuantes na água do sistema. Esses sistemas de tratamento reduzem a carga de doenças que ocorre em peixes estressados e, assim, reduzem a chance de um surto.

## Vantagens
- Requerimentos de água reduzidos em comparação com os sistemas de aquacultura de raceway ou lagoas. [14]
- Necessidades de terra reduzidas devido à alta densidade de estocagem [15]
- Flexibilidade de seleção do local e independência de uma grande fonte de água limpa. [16]
- Redução do volume de efluentes de águas residuais. [17]
- Aumento da biossegurança e facilidade no tratamento de surtos de doenças. [13]
- Capacidade de monitorar e controlar de perto as condições ambientais para maximizar a eficiência da produção. Da mesma forma, independência do clima e das condições ambientais variáveis. [1]

## Desvantagens
Alto investimento inicial em materiais e infraestrutura. 
- Altos custos operacionais principalmente devido à eletricidade e manutenção do sistema. [18]
- Necessidade de pessoal altamente treinado para monitorar e operar o sistema. [18]
- Maiores emissões de gases de efeito estufa do que a aquicultura sem recirculação. [19]

## Tipos especiais de RAS

### Aquaponia
Ver artigo principal: Aquaponia
A combinação de plantas e peixes em um RAS é chamada de aquaponia. Nesse tipo de sistema, a amônia produzida pelos peixes não é apenas convertida em nitrato, mas também é removida pelas plantas da água.  Em um sistema de aquaponia, os peixes fertilizam efetivamente as plantas, criando um sistema de circuito fechado onde muito pouco resíduo é gerado e os insumos são minimizados. Aquaponiaoferece a vantagem de poder colher e vender várias colheitas. Existem opiniões contraditórias sobre a adequação e segurança dos efluentes RAS para sustentar o crescimento das plantas em condições de aquaponia. Conversões futuras, em vez de 'atualizações', de fazendas RAS operacionais para empreendimentos aquapônicos semi-comerciais não devem ser dissuadidas por insuficiência de nutrientes ou argumentos de segurança de nutrientes. Incentivar os resíduos agrícolas da RAS por meio de aquaponia semi-comercial é incentivado. Nutrientes bloqueados em águas residuais e lodo RAS têm nutrientes suficientes e seguros para sustentar o crescimento das plantas em condições de aquaponia. 

### Aquários
Ver artigo principal: Aquários
Aquários domésticos e aquários comerciais interiores são uma forma de RAS onde a qualidade da água é cuidadosamente controlada e a densidade de peixes é relativamente baixa. Nesses sistemas, o objetivo é exibir os peixes em vez de produzir alimentos. No entanto, biofiltros e outras formas de tratamento de água ainda são usados para reduzir a necessidade de troca de água e manter a clareza da água.  Assim como no RAS tradicional, a água deve ser removida periodicamente para evitar que nitrato e outros produtos químicos tóxicos se acumulem no sistema. Aquários costeiros geralmente têm altas taxas de troca de água e normalmente não são operados como RAS devido à sua proximidade a um grande corpo de água limpa.